# CV-21
La carretera CV-21 es una importante vía que comunica los dos centros neurálgicos de la cerámica en la provincia de Castellón: Alcora (l'Alcora oficialmente en valenciano) y Onda.

## Nomenclatura

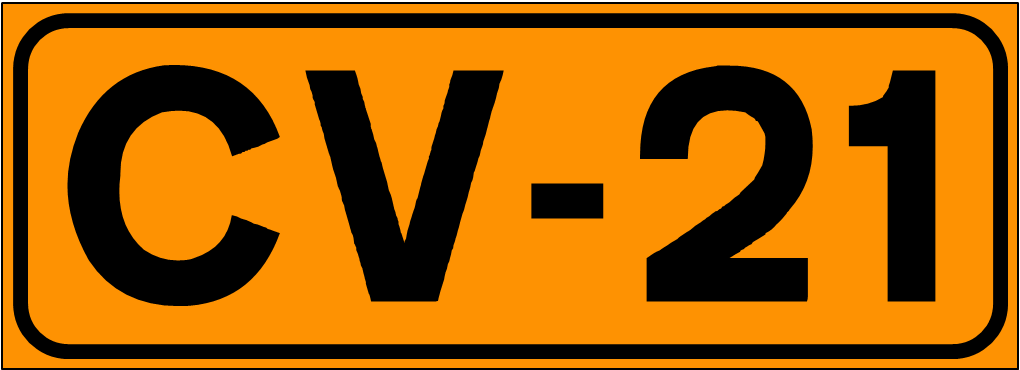
Indicador

La carretera CV-21 pertenece a la red de carreteras de la Generalidad Valenciana. Su nombre está formado por: CV, que indica que es una carretera autonómica de la Comunidad Valenciana; y el 21 es el número que recibe según el orden de nomenclaturas de las carreteras de la CV.

## Historia
La actual CV-21 era la antigua CS-V-2001, la conexión natural entre Onda y Alcora.
En 1993 se acondicionó, mejorando el trazado tanto en planta como en alzado, y ampliando la sección, que de media tenía 6 m sin arcenes, a 7/10 (carriles de 3,5 m, arcenes de 1,5 m y bermas de 0,5 m). Asimismo, se construyó una intersección a distinto nivel, en la cual el paso superior, sesgado, corresponde a la carretera de Ribesalbes (CV-189). Este acondicionamiento no incluyó un tramo del antiguo trazado de 1,8 km, que se correspondía a la conexión de los dos márgenes del río Mijares. El tramo estaba formado por sucesivas curvas muy cerradas, y su sección también era de 2 carriles de 3 m sin arcenes. En el antiguo puente que cruza el río la anchura de la sección útil se reducía a 5 m, obligando a los más de 500 camiones que circulaban diariamente por él a hacerlo alternadamente.
En 1995 se construyó un nuevo puente sobre el río Mijares, lo que conllevaba un nuevo trazado que reducía en más de 300 m el antiguo.

## Trazado actual
Comienza en una glorieta en la CV-16, a pocos kilómetros de Alcora, la rodea y se aleja del municipio. Aproximadamente a mitad de su recorrido, se cruza con la Ctra. de Ribesalbes CV-189, y posteriormente la vía da un giro hacía el suroeste y se dirige directamente al municipio de Onda, entrando a él y finalizando en la CV-20 en el casco urbano del mismo.

## Recorrido
| Velocidad | Esquema                                 | Esquema | Esquema                          | Notas |
| --------- | --------------------------------------- | ------- | -------------------------------- | ----- |
|           | CV-190 Alcora Lucena del Cid            |         | CV-16 Castellón                  |       |
|           | Alcora sur                              |         |                                  |       |
|           | Polígono industrial Polígono industrial |         |                                  |       |
|           | CV-189 Ribesalbes Embalse de Sitjar     |         | CV-189 Castellón                 |       |
|           |                                         |         | Camino Hondo Camí Fondo          |       |
|           | Polígonos industriales                  |         | Polígonos industriales           |       |
|           |                                         |         | Polígonos industriales           |       |
|           |                                         |         |                                  |       |
|           | Polígonos industriales                  |         | Zona industrial CV-20 Villarreal |       |
|           | CV-20 Espadilla Puebla de Arenoso       |         | Zona industrial CV-20 Villarreal |       |
|           | centro urbano                           |         | CV-20 Villarreal Castellón       |       |

## Futuro de la CV-21
- Existe un proyecto de desdoblamiento de la vía entre Alcora y la futura conexión con la CV-10 (aproximadamente a la altura de la CV-189), y mejora de la actual vía entre la CV-189 y Onda.